# Ottavio Faini
Ottavio Faini (fl. XX secolo) è stato un calciatore italiano, di ruolo di attaccante.

## Carriera
Esordì tra le file del Genoa nella stagione 1919-1920 nell'incontro di campionato tra Genoa e Spes Genova che terminò tre a zero a favore dei rossoblu.
La stagione seguente Faini giocò con le riserve, disputando l'incontro amichevole contro l'Entella del 28 giugno 1921.
Faini non disputò altri match ufficiali tra le file del Grifone rimanendo comunque nei ranghi del club almeno sino al 4 novembre 1921, quando fu scelto insieme ai compagni di squadra Enrico Sardi e Augusto Bergamino per portare il gagliardetto societario al settore Trento e Trieste del cimitero monumentale di Staglieno per le commemorazioni del Milite Ignoto.